# Efraïm Trujillo
Efraïm Trujillo (Lynwood, Californië, 28 februari 1969) is een in Nederland woonachtige Amerikaanse jazzmuzikant, componist, arrangeur, dirigent en bandleider.

## Biografie
Efraïm Trujillo werd geboren in Lynwood, Californië. Op de leeftijd van 6 jaar begon hij met klarinet lessen. Dat instrument verruilde hij enkele jaren later voor de saxofoon. 
Hij studeerde in 1994 af aan het Conservatorium van Amsterdam in de richting UM (uitvoerend musicus).
In 1992 maakt hij met de Afro Caribische Jazz band Fra Fra Sound zijn eerste cd Kalinha's Serenade. Met deze groep neemt hij tussen 1992 en 2013 in totaal dertien cd's op, zowel in de rol van saxofonist als componist, arrangeur en producer.
Sinds 1996 is hij onderdeel van de New Cool Collective Big Band. Hij speelt mee op alle cd's van deze formatie, waaronder ook de Edison winnende albums BIG en Thierno.
Tussen 2005 en 2019 was hij saxofonist bij de experimentele jazzrock band The Ploctones (Goudsmit, Trujillo, Vierdag & Vink) met Anton Goudsmit op gitaar, Jeroen Vierdag (bas) en Martijn Vink (drums). 
Ze speelden jarenlang op festivals in binnen- en buitenland, zoals het North Sea Jazz Festival in Rotterdam, het Caribbean Sea Jazz Festival op Aruba, 
het Standard Bank Jazz Festival in Zuid-Afrika, het Bohemia Jazz Festival in Tsjechië en het Tokyo Jazz Festival in Japan.
Met de band de The Ob6sions ( Victor de Boo op drums/bandleider, Sven Schuster op bas en Jeroen van Helsdingen op piano/keyboards) was hij jarenlang werkzaam bij het NTR radio-programma Mijke's Middag Live (presentatie Mijke van Wijk). Daar kreeg hij de kans samen te spelen met en muziek te arrangeren voor diverse artiesten zoals Oleta Adams, Lonnie Smith, Gregory Porter, George Duke en Chris Potter.
Trujillo speelde in 2013 met het Metropole Orkest tijdens een tournee met de Amerikaanse zanger Gregory Porter, ging in 2017 naar het Jakarta International Java Jazz Festival met het Jazz Orchestra of the Concertgebouw en werkte op projectbasis als gastsolist, arrangeur en dirigent met het Fanfarekorps Koninklijke Landmacht "Bereden Wapens".
Sinds 2014 is Trujillo muzikaal leider, dirigent, componist en arrangeur van het Amsterdam Funk Orchestra, een bigband met uitgebreide percussie-sectie.
Met dit orkest trad hij twee keer op in het televisieprogramma De Wereld Draait Door.
Trujillo was als arrangeur en repetitor in 2017 en 2018 werkzaam voor het Nationaal Jeugd Jazz Orkest. Daar werkte hij samen met gitarist en artistiek leider Anton Goudsmit. 
Vanaf 2017 werkte Trujillo als muzikaal leider samen met het theatergezelschap Urban Myth en regisseur Jörgen Tjon A Fong. Voor theatermaker en zangeres Rajae El Mouhandiz maakte hij muziek en arrangementen voor de voorstelling Ontheemd. Begeleid door het Amsterdam Funk Orchestra, onder leiding van Trujillo, was jazz zangeres Denise Jannah te zien en te horen als Ella Fitzgerald in de voorstelling Ella. Naast uitvoeringen in de Stadsschouwburg Amsterdam en het Theater aan het Spui in Den Haag, traden zij op in het televisieprogramma De Wereld Draait Door.
In 2016 richtte Trujillo het jazz-, blues- en gospeltrio The Preacher Men op. Naast vele optredens, zoals bij Jazz in Duketown, Amersfoort Jazzfestival, LantarenVenster in Rotterdam, het Bimhuis te Amsterdam en het North Sea Jazz Festival zijn er drie albums opgenomen. Het tweede album BLUE dat in het najaar van 2018 verscheen is onderdeel van het masteronderzoek 'Into The Blue: Revealing the essence of a musical genre' dat Trujillo uitvoerde aan het Conservatorium van Amsterdam. Dit werk werd in maart 2019 beloond met een cum laude beoordeling. The Preacher Men wonnen met het album BLUE op 7 juli 2019 de Edison Publieksprijs.

## Discografie

### Albums en singles uitgebracht door Trujillo
| Albums/vinyl | Albums/vinyl                  | Albums/vinyl                       |
| Jaar         | Titel                         | Artiest                            |
| ------------ | ----------------------------- | ---------------------------------- |
| 2019         | Live at Bimhuis (cd en vinyl) | The Preacher Men                   |
| 2019         | BLUE (remix, vinyl)           | The Preacher Men                   |
| 2019         | Fusionized (digitale single)  | Efraïm Trujiilo                    |
| 2018         | BLUE (cd)                     | The Preacher Men                   |
| 2017         | Pure Fiction (cd en vinyl)    | Amsterdam Funk Orchestra           |
| 2016         | Play the music of Aguabajo    | Tico Pierhagen & Efraïm Trujiilo   |
| 2016         | Preaching Out Loud            | The Preacher Men                   |
| 2014         | Ploc                          | The Ploctones                      |
| 2011         | 3... 2... 1...                | The Ploctones                      |
| 2009         | 050 (cd)                      | The Ploctones                      |
| 2008         | Freedom of Speech             | 4Sure                              |
| 2005         | Live op het Dak               | Goudsmit, Trujillo, Vierdag & Vink |
| 2003         | Brujeria                      | 4Sure                              |

### Selectie van andere uitgaves waar Trujillo op meespeelt
- 2018: Duo Dulfer Directie – Duo Dulfer Directie  (Zip Records)
- 2017: Thierno – New Cool Collective Big Band (Dox Records)
- 2015: Diggin’ The Duke – Deborah J. Carter (Dottime Records)
- 2010: Pachinko - New Cool Collective Big Band, (Dox Records)
- 2010: Cachio Sounds – Lazera Cachao López/Gerardo Rosales, (Challenge Records)
- 2009: Distance - Dhrev, (Sony BMG)
- 2009: Chocolade – Typhoon & New Cool Collective, (Top Notch)
- 2007: Live - New Cool Collective Big Band, (Dox Records)
- 2004: Rumbata goes Colombia - Rumbata, (Munich Records)
- 2002: Bring it on – New Cool Collective, 2002 (Sony Music)
- 2002: The African Journey – Fra Fra Sound, (Sheer Sound)
- 1999: Three is a crowd - The Sven Schuster Quartet, (VIA records)
- 1999: Big - New Cool Collective Big Band, (A records)
- 1997: More! - New Cool Collective, (Challenge)
- 1997: Grupo Perspectiva, Havana Jazz Plaza Festival, (Egram)
- 1996: Global Village Residents - Fra Fra Sound, (Music&Words)

Daarnaast heeft Efraïm meegewerkt aan opnames van artiesten als: Paul de Leeuw, Trijntje Oosterhuis, Lange Frans en Baas B (Het land van...) en Guus Meeuwis

## Nominaties en prijzen
- 2019 - Winnaar Edison Award, met The Preacher Men, de Edison Publieksprijs voor het album  BLUE.[10]
- 2013 - Genomineerd Edison Award, met de Ob6sions, de Edison Publieksprijs voor het album  First Takes.[11]
- 2011 - Genomineerd Edison Award, met de Ploctones, beste jazz-album nationaal voor het album 3...2...1....[12]
- 2009 - Genomineerd Edison Award, met de Ploctones, beste jazz-album nationaal voor het album 050.[13]